# Aleksandar Shalamanovstadion
Het Aleksandar Shalamanovstadion (Bulgaars: Александър Шаламанов“) is een multifunctioneel stadion in Sofia, een stad in Bulgarije. 
Het stadion wordt vooral gebruikt voor voetbalwedstrijden, de voetbalclub Slavia Sofia en het Bulgaars voetbalelftal onder 21 maken gebruik van dit stadion. In het stadion is plaats voor 15.992 toeschouwers. Het stadion werd geopend in 1932. Daarna is het gerenoveerd in 1997, 2001 en 2004.
In 2021 werd de naam veranderd van Slaviastadion (Bulgaars:Стадион „Славия“) in Aleksandar Shalamanovstadion.